# Teatro Testoni
Il Teatro Testoni è un teatro stabile di Bologna, con una programmazione destinata ai bambini e ai ragazzi. Per questo è conosciuto anche come Testoni Ragazzi.
Il teatro, situato in Via Matteotti, 16 (di fronte alla chiesa del Sacro Cuore di Gesù), è intitolato ad Alfredo Testoni, il più importante commediografo bolognese. La struttura è di proprietà del Comune di Bologna, che nel 1995 l'ha data in gestione alla compagnia teatrale "La Baracca", specializzata nel teatro per ragazzi. All'interno del teatro si trovano una sala grande (Sala A) da 434 posti con platea (354) e galleria (80), una sala piccola (Sala B) da 100 posti, un'aula destinata ai laboratori, e spazi espositivi. Il palcoscenico della Sala A misura 13,6 metri in larghezza, 8,8 metri in profondità, 9,3 metri in altezza; il boccascena è largo 9 metri.

## Storia
Edificato nel 1934, dallo Iacp, divenne sede del Gruppo rionale fascista “Giancarlo Nannini”.
In seguito è stato un teatro di prosa con una programmazione per pubblico generico, gestito dal 1981 dalla "Nuova Scena" di Dario Fo e Vittorio Franceschi. Nel 1995 la riapertura dell'Arena del Sole determinò un riassetto delle convenzioni dei teatri comunali: l'Arena venne affidata a "Nuova Scena", la struttura del Testoni venne assegnata a "La Baracca", che aveva gestito dal 1983 al 1995 il Centro Teatro Ragazzi e Giovani presso il Teatro San Leonardo. Quest'ultimo venne dato in gestione all'attore Leo De Berardinis.

## Programmazione
La stagione del Testoni Ragazzi abitualmente coincide con l'anno scolastico, prevede circa duecento spettacoli, e supera le 50.000 presenze complessive. Le rappresentazioni sono destinate alle scolaresche durante i giorni feriali, mentre nel fine settimana gli spettacoli sono aperti al pubblico delle famiglie. Oltre alle recite, presso il teatro vengono organizzati laboratori di recitazione e mostre d'arte rivolte espressamente al pubblico più giovane.